# Norman Foster Ramsey
Norman Foster Ramsey, Jr. (27. srpna 1915, Washington, D.C., Spojené státy americké – 4. listopadu 2011, Wayland, Massachusetts, USA) byl americký fyzik. Od roku 1947 byl profesorem fyziky na Harvardově univerzitě. V roce 1989 získal spolu s Hansem Dehmeltem a Wolfgangem Paulem Nobelovu cenu za fyziku. Jeho část byla „za vynález metody separovaných oscilujících polí a její použití ve vodíkových maserech a jiných atomových hodinách“.
Získal tituly B.A. (Bachelor of Arts) a Ph.D. na Kolumbijské univerzitě postupně v letech 1935 a 1940. Zůstal zde jako člen fakulty, ale v roce 1947 odešel na Harvard.

## Publikace
- Ramsey, N. F.; Birge, R. W. & U. E. Kruse. "Proton-Proton Scattering at 105 Mev and 75 Mev", Harvard University, Ministerstvo energetiky Spojených států amerických (skrze předchozí Komisi pro atomovou energii USA), (31. ledna 1951).
- Ramsey, N. F.; Cone, A. A.; Chen, K. W.; Dunning, J. R. Jr.; Hartwig, G.; Walker, J. K. & R. Wilson. "Inelastic Scattering Of Electrons By Protons", katedra fyziky na Harvard University, Ministerstvo energetiky Spojených států amerických (skrze předchozí Komisi pro atomovou energii USA), (prosinec 1966).
- Ramsey, N. F.; Greene, G. L.; Mampe, W.; Pendlebury, J. M.; Smith, K. ; Dress, W. B.; Miller, P. D. & P. Perrin. "Determination of the Neutron Magnetic Moment", Národní laboratoře Oak Ridge, Harvard University, Institut Max von Laue, Astronomické centrum Sussex University, Ministerstvo energetiky Spojených států amerických, (červen 1981).